# Szepit
Szepit (ukr. Шепіт) – wieś na Ukrainie, w obwodzie iwanofrankiwskim, w rejonie kosowskim.
We wsi znajduje się wodospad Huk Suczawski.